# شازده رود
شازده رود بابلسر، زهکشی با طول تقریبی ۶ کیلومتر واقع در شهرستان بابلسر می باشد. این زهکش یکی از قدیمی ترین زهکش ها جهت انتقال و تخلیه آب های سطحی و... در شهرستان بابلسر می باشد. 
شروع بستر اصلی این زهکش از بخش بالا احمدکلای شهرستان بابلسر و انتهای این زهکش دریای مازندران می باشد. 
شازده رود برخلاف نام آن که به رودخانه اشاره می کند فاقد سرچشمه مشخص یا سرچشمه های نامشخص می باشد لذا مطابق          
آیین نامه مربوط به بستر و حریم رودخانه ها، انهار، مسیلها، مردابها، برکه های طبیعی و شبکه های آبرسانی، آبیاری و زهکشی
مشمول تعریف زهکش بوده و صرفا جهت تخلیه و انتقال آبهای سطحی اراضی اطراف آن به سمت دریا به کار می رود. 
برخی رودخانه هایی که از شهرستان بابلسر عبور می کنند شامل بابلرود و تلار می باشد که بابلرود با طول تقریبی ۷۸ کیلومتر از سد البرز سرچشمه گرفته و رودخانه تلار نیز از کوه های البرز سرچشمه می گیرد و با طی مسافتی در حدود ۱۸۰ کیلومتر و گذشتن از بخش بهنمیر شهرستان بابلسر به دریای خزر می ریزد.